# 下德富車站
下德富站（日语：／ Shimo-Toppu eki */?）是位於北海道樺戶郡新十津川町字花月，原隸屬於北海道旅客鐵道（JR北海道）札沼線（學園都市線）的铁路废站。電報略號為。
「德富」來自阿伊努語的，意思是隆起。

## 歷史
- 1934年（昭和9年）10月10日：國有鐵道札沼北線中德富站（現在的新十津川車站）至浦臼車站路段開始營運，本車站同時開始營運。
- 1935年（昭和10年）10月3日：國有鐵道石狩當別車站至浦臼站開始營運。當時的札沼北線（浦臼站至石狩沼田站）與札沼南線（桑園車站至石狩當別站）合併並改稱為札沼線。
- 1943年（昭和18年）10月1日：由於第二次世界大戰戰事惡化，札沼線的石狩月形車站至石狩追分車站指定為不要不急線而停止營運。本車站亦停止營運。
- 1949年（昭和24年）6月1日：本路線由日本國有鐵道（國鐵）繼承。
- 1953年（昭和28年）11月3日：札沼線浦臼站至雨龍車站路段恢復營運。本車站恢復營運。
- 1979年（昭和54年）2月1日：停止貨物及行李裝卸服務。同時車站簡易委託化。
- 1987年（昭和62年）4月1日：由於國鐵分割民營化，車站由JR北海道管理。
- 1991年（平成3年）3月16日：札沼線的暱稱設定為「學園都市線」[2][3]。
- 1996年（平成8年）3月16日：札沼線石狩當別站至新十津川站的列車開始一人控制。
- 2016年（平成28年）3月26日：浦臼站至新十津川站的列車時間表修訂為每天只有1輛列車來回，成為JR集團列車班次最少的營運中路段[4][5]。
- 2020年（令和2年）
  - 4月17日：受冠状病毒病疫情影响，北海道醫療大學站至本站提前停駛[6]。
  - 5月7日：札沼线北海道医疗大学站-新十津川站区间废线，本站废站[7]。

## 車站構造
废站前為側式月台1面1線的地面車站。設有站房的無人車。
過去（1976年）曾是設有交會設備的島式月台1面2線的車站，而站房往札幌方向亦設置貨物月台。當貨物裝卸業務停止後，由於到達本車站的列車大幅減少，因此將交會設備、站房與月台及貨物月台的路軌亦同時拆除。

## 載客量
- 2011年至2015年度平均每天載客量少於1人[8]。

| 載客量 | 載客量       |
| 年份   | 每天平均人次 |
| ------ | ------------ |
| 2011年 | 0            |
| 2012年 | 0            |
| 2013年 | 0            |
| 2014年 | 0            |

## 車站周邊
周邊主要是田園風景及小村落，並有不少由磚塊建成的農業倉庫。而國道附近則有比較大的村落。
- 國道275號
- 瀧川警察署花月駐在所
- 花月郵局
- PINNE農業協同組合（JA PINNE／）花月分所
- 北海道中央巴士「花月市街」站牌
  - JR北海道巴士石狩線廢除後的替代路線。

## 相鄰車站
北海道旅客鐵道（JR北海道）
札沼線（學園都市線）
南下德富－下德富－（中德富）－新十津川